# Cromosomas B

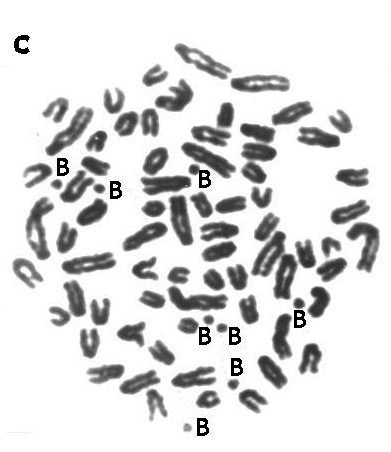
Propagación en metafase del corzo siberiano (Capreolus pygargus, 2n = 70 + 1-14 B), la especie con cromosomas B

Los cromosomas B o supernumerarios son aquellos cromosomas que poseen algunas especies animales y vegetales, aparte de su cariotipo normal. Por definición, estos cromosomas no son esenciales para la vida de las especies, y muchos de los individuos de esas especies (la mayoría) carecen de ellos. De manera que una población puede tener individuos con 0, 1, 2, 3, etc. cromosomas supernumerarios.
La mayoría de los cromosomas B son principalmente o totalmente heterocromáticos, y pueden ser en su mayor parte no codificantes. Pero algunos, como los cromosomas B del maíz, contienen importantes regiones eucromáticas. En líneas generales, parece inverosímil que los cromosomas supernumerarios puedan persistir en una especie a menos que aporten alguna ventaja adaptativa, y esta ventaja se ha probado tan solo en unos pocos casos.
Por ejemplo, el saltamontes británico, Myrmeleotettix maculatus, tiene dos tipos estructurales de cromosomas B: metacéntricos y submetacéntricos.
Los supernumerarios, que poseen ADN satélite, aparecen en ambientes calurosos y secos, mientras que en lugares húmedos y más bien fríos son escasos o simplemente están ausentes.
En plantas, existe una tendencia a que los cromosomas B aparezcan en células de la línea germinal, pero se pierden en células de otros tejidos, como las hojas o raíces. Existen pruebas de los efectos deletéreos de cromosomas supernumerarios en la fertilidad del pólen, y de efectos favorables en algunas especies de determinados hábitats, como se demostró en la planta Allium schaenoprasum.
El origen evolutivo de los cromosomas B no está claro, pero se piensa que presumiblemente han derivado de segmentos heterocromáticos de cromosomas normales en un pasado remoto. En general, "podemos ver a los supernumerarios como una clase especial de polimorfismo genético, que debido a múltiples mecanismos de acumulación, no obedecen las leyes de herencia Mendeliana."
Los cromosomas B pueden desempeñar un papel positivo en los cromosomas A en algunas circunstancias, ya que suprimen el emparejamiento homólogo durante la recombinación, que reduce las posibilidades de emparejamiento múltiple entre cromosomas de poliploides. Además de esto, los cromosomas B tienen también estos efectos sobre los cromosomas A:
- Aumentan la distribución asimétrica de los quiasmas.
- Aumentan el sobrecruzamiento y las frecuencias recombinatorias, es decir, incrementan la variación.
- Provocan un aumento de cromosomas sin pareja, lo que concluye en infertilidad.

Tienen tendencia a acumularse en células meióticas, por lo que se produce un incremento progresivo en número de cromosomas B conforme pasan generaciones. Sin embargo, este efecto es contrarrestado por selección, ya que produce infertilidad.

## Origen
En los últimos años, los tipos de secuencias de ADN residentes en cromosomas B han sido exhaustivamente analizados en algunos organismos. Los primeros análisis, en los 70 y 80, demostraron que los cromosomas B contenían ADN similar al encontrado en los cromosomas A (los normales o autosómicos). Investigaciones en los 90 relacionaron el aislamiento, la clonación y la secuenciación de secuencias repetitivas de ADN localizadas en cromosomas B de varias especies. Algunas de estas eran específicas de los cromosomas B, mientras que otras eran comunes a los cromosomas A.
La visión tradicional, que es ampliamente aceptada, consiste en que los cromosomas B derivan de los A. A partir de esta perspectiva, podríamos considerar el origen de los cromosomas B como el simple producto de la evolución del cariotipo estándar. Por ejemplo, un cromosoma B puede derivar:
- De cromosomas A polisómicos, a partir de fragmentos céntricos que resultan en fusiones de cromosomas A,
- A partir de la amplificación de la región paracentromérica de un cromosoma A afectado.

La primera prueba clara a favor de esta última hipótesis fue aportada por Keyl y Hägele (1971), que demostró que el patrón de bandeo del cromosoma B politénico de Chironomus plumosus era similar al encontrado cerca del centrómero de su cromosoma 4.
Recientes estudios citológcos y moleculares apoyan la idea de que la mayoría de los cromosomas B parecen derivar de los cromosomas autosómicos de sus respectivas especies hospedadoras. Los cromosomas sexuales han sido propuestos con anterioridad como posibles ancestros de los cromosomas B, ya que pueden ser más fácilmente tolerados en estado polisómico. Un ejemplo de cromosoma B derivado de un cromosoma sexual es el B2 del saltamontes E. plorans, en el cual el solapamiento de 2 secuencias de ADN (una reptición en tándem de 180 pares de bases y ADN ribosómico) con respecto al centrómero coincide específicamente con la secuencia del cromosoma X.
Otra teoría es el del origen híbrido de los cromosomas B, por hibridación entre especies diferentes, como se ha visto recientemente en el pez Poecilia formosa, híbrido entre P. mexicana y P. latipinna.
El caso mejor documentado de origen híbrido es el del cromosoma PSR en la avispa Nasonnia. En 1997, McAllister y Werren utilizaron el análisis filogenético de ADN en secuencias de un elemento retrotransponible para mostrar que las copias en PSR eran muy similares a las de las especies del género Trichonalopsis, muy emparentado.
Se considera que en el tiempo en el que se originaron, los cromosomas B compartían secuencia suficiente y homología estructural con sus progenitores cromosómicos hasta el punto de que pudieran establecer sinapsis y recombinar.

## Transmisión
Dado que los cromosomas B no siempre aparecen en parejas ni se segregan en los diferentes polos celulares durante la meiosis (comportamiento normal en los cromosomas normales), no se transmiten según el sistema Mendeliano.
A diferencia del sistema mendeliano, estos cromosomas pueden tener ventaja en la transmisión gracias al denominado “impulso meiótico”, algo que hace que estos cromosomas se consideren egoístas ya que les sirve para invadir nuevos genomas y establecerse y mantenerse en las poblaciones.
Este mecanismo se da durante la ovogénesis donde hay una asimetría en los productos meióticos obtenidos, degenerando en forma de corpúsulo polar la célula que no tiene el cromosoma B, lo que hace que la frecuencia de los cromosomas B en los óvulos supere el 50% predicho según las leyes mendelianas de segregación.
Aparte de este típico impulso que ocurre durante la meiosis podemos citar otros tipos de impulso como los premeióticos que se lleva a cabo durante el desarrollo y que permite que se incremente el número de cromosomas B de las células germinales, algo para lo que hace falta que previamente haya una variación del número de B's dentro de las células de un mismo indivuduo y que las células que más tengan acaben formando parte de la línea germinar preferentemente, algo observado en plantas y animales. El denominado impulso postmeiótico tan solo se ha descrito en plantas donde en las mitosis que se llevan a cabo durante la maduración del polen sufren una no-disyunción y ambas cromátidas del cromosoma B van al núcleo que formará parte de la fecundación.
En algunas especies hay de manera natural en los oocitos un polo débil y otro fuerte, donde el fuerte tiene preferencia por unir su huso a ciertos cromosomas según su morfología, algo que puede ayudar al B también a aumentar su frecuencia en los óvulos resultantes.

## Frecuencia
Los cromosomas B han sido descritos en más de 1.300 especies de plantas y en casi 500 especies animales, así como en unas pocas especies de hongos. Estos cromosomas se han descrito fundamentalmente en ciertos grupos taxonómicos, aunque la alta frecuencia de estos cromosomas en esos taxones refleja probablemente la intensidad y la facilidad técnica con la que cada grupo ha sido estudiado. No es sorprendente por tanto que los cromosomas B hayan sido más frecuentemente descubiertos en Gramíneas, Liliáceas y Ortópteros (saltamontes), ya que estos grupos satisfacen esas dos condiciones.
Los cromosomas B pueden lograr frecuencias extremadamente altas en poblaciones naturales, dependiendo del grado en el que las especies en particular puedan tolerar esos elementos adicionales, y de la fuerza del mecanismo de acumulación de los cromosomas B (siempre que exista tal mecanismo).

## Dinámica evolutiva
Se ha visto que muchos cromosomas B presentan a lo largo del tiempo una frecuencia estable, dada por un equilibrio entre el aumento de la frecuencua por la acumulación de los B y el decremento producido por la selección en contra de los individuos portadores.
Este equilibrio se ha estudiado y se ve que puede cambiar por la evolución en el genoma hospedador de unos genes supresores de la acumulación de los B, lo que devuelve la tasa de transmisión a un valor cercano al 0.5 mendeliano. Esto hace que los cromosomas B pasen a ser elementos neutros que únicamente pueden evolucionar por deriva y selección en contra de los portadores con muchos B, lo que significa que no es posible una fijación, quedando solo la opción de extinción.
El ciclo biológico propuesto por J.P.M. Camacho y colaboradores en 1997 para un cromosoma parásito se puede dividir en tres etapas:
1.Etapa de invasión: ocurre por la acumulación de los cromosomas en unas pocas generaciones.
2.Etapa de supresión de la acumulación: se da por una respuesta del genoma hospedador durante bastantes generaciones.
3.Etapa de cuasi-neutralidad: es la etapa más larga, dada durante alrededor de miles de generaciones.
A pesar de la claridad de esta distinción de etapas está bastante clara, para que se siga esa dinámica evolutiva debe existir una coevolución entre ambos genomas ya que como se aprecia, la evolución en los genes que evitan la acumulación es una respuesta del genoma hospedador frente a la acumulación del genoma parásito, llegando a un equilibrio más o menos estable.
Cuando los cromosomas parásitos están en el periodo de extinción (tercera etapa) pueden ocurrir mutaciones en ellos lo que les dará un carácter de nueva variante con capacidad parasítica y de invasión, comenzando un nuevo ciclo desde la primera etapa.

## Efectos
La mayoría de los cromosomas B son heterocromáticos, apoyando la idea general de que estos elementos son inertes por lo general, y los análisis de actividad transcripcional respaldan esta teoría. Sin embargo, algunos cromosomas B muestran actividad transcripcional, y además en algunos se han hallado genes ribosómicos (que codifican para generar ribosomas, los elementos que transforman la información genética en proteínas), aunque en su mayor parte están inactivos.
Algunos de los efectos de los cromosomas B parecen ser atribuibles directamente al producto de sus genes (en algunos hongos, confieren resistencia a los antibióticos, así como favoreciendo su patogeneidad), lo que indica que no todos los cromosomas B son genéticamente inactivos.
Hay una amplia evidencia de que los cromosomas B pueden afectar a multitud de procesos fisiológicos y celulares en plantas y animales. Los efectos se manifiestan raramente en el fenotipo externo, sino que, con más frecuencia, afectan a caracteres asociados con el vigor, la fertilidad y la fecundidad. Estos efectos negativos en los hospedadores apuntan a la naturaleza parasítica de los cromosomas B, aunque algunos, cuando se presentan en poca cantidad, tienen efectos beneficiosos en sus portadores, y de este modo adquieren un diferente significado biológico.
En muchos efectos de los comentados se ha observado un curioso efecto par-impar como por ejemplo para el número de quiasmas, registrando una mayor frecuencia de éstos en plantas de centeno que presentaban un número impar de B's que las que tenían número par.
Este patrón se ha visto que ocurre de manera similar para las frecuencias de espermátidas disfuncionales, la masa seca nuclear, la cantidad de ARN y proteínas, algunos efectos morfológicos y para la fertilidad.

## Diferencias con cromosomas A
- Los cromosomas B suelen diferenciar morfológicamente de los cromosomas A, siendo habitualmente más pequeños que estos.

- En general no muestran una segregación mendeliana, presentando mecanismos de acumulación.

- Son ricos en DNA repetido, como el DNA satélite o el DNA ribosómico.

- Muestran patrones de no-disyunción (NDJ) en mitosis, lo cual explica las diferentes frecuencias dentro de los distintos órganos.

- En algunos casos el alto número de cromosomas B puede disminuir el crecimiento y/o la fertilidad de los portadores.